# Insel Neuenhagen

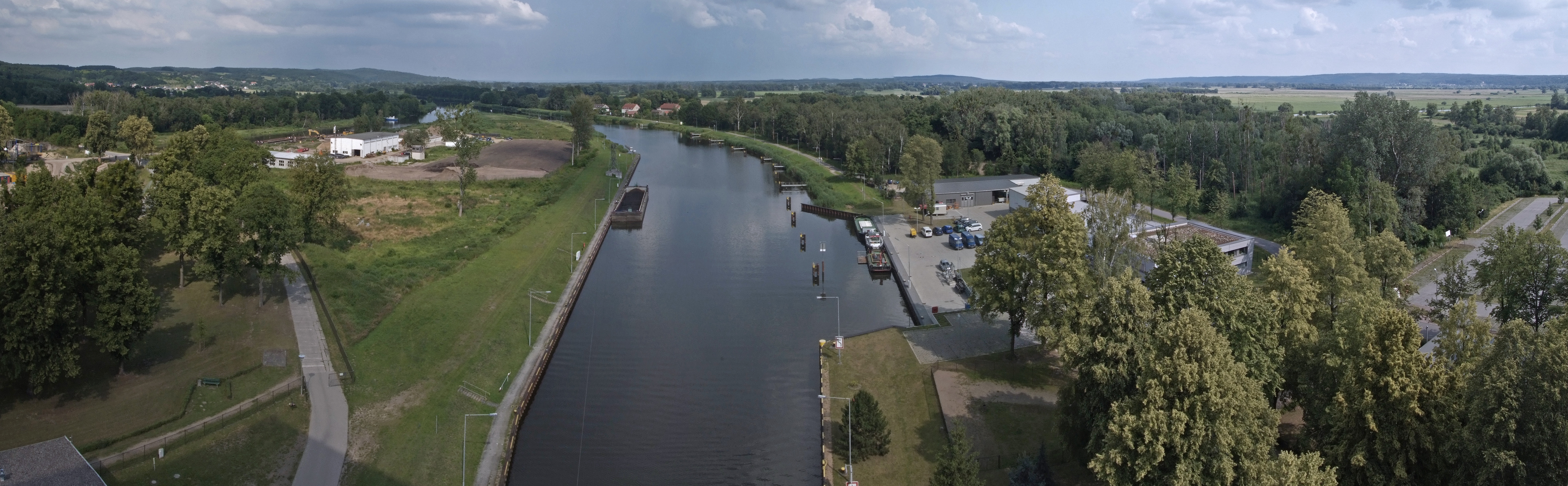
Oder-Havel-Kanal, Oderbruch und Neuenhagener Insel
Blick vom Schiffshebewerk Niederfinow

Die Insel Neuenhagen, auch Neuenhagener Oderinsel, Neuenhagener Insel  oder nur Oderinsel  genannt, ist ein Hochland im nördlichen Oderbruch. Sie erhebt sich bis etwa 90 m über das Oderbruch und ist etwa 25 km² groß. Im Westen wird sie von alten Oderarmen und im Osten vom Durchstich der Oder (zwischen Güstebiese/Gozdowice und Hohensaaten) umflossen. Die mit dem Durchbruch entstandene Neue Oder ist Staatsgrenze zu Polen.
Die Oderinsel liegt im Nordosten des brandenburgischen Landkreises Märkisch-Oderland zwischen den Städten Oderberg und Bad Freienwalde.

## Name
Der Name „Insel Neuenhagen“, abgeleitet vom Hauptort im Zentrum der Landschaft, ist jüngeren Datums. Wahrscheinlich verging noch lange Zeit seit dem Erlangen des „Inselstatus“ 1753, bis aus dem „Amt Neuenhagen“ die „Insel Neuenhagen“ wurde. Erst 1972 schlossen sich die fünf Dörfer zu dem gleichnamigen Gemeindeverband zusammen.

## Geographie
Die Insel Neuenhagen war ursprünglich eine Halbinsel, ein Sporn, der sich von Hohenwutzen ausgehend über 6 km nach Westen erstreckte. Der heutige Verlauf der Oder macht eine Insel daraus, die nach Osten von der Oder am polnischen Steilufer begrenzt wird. Die Neuenhagener Insel ist heute vollständig von Flussläufen umspült und war dies auch in der letzten Eiszeit. Ursprünglich floss die Oder mäanderförmig um die Halbinsel herum, so dass sich zwei Schlingen des Flusses (heute Stille Oder und Alte Oder) bis auf nur 4,5 km annäherten. An dieser Stelle wurde 1747 bis 1753 der Oderkanal gebaut, der den Flussverlauf um 25 km verkürzte und die Halbinsel zur Insel machte. Die Insel Neuenhagen ist im Norden flach und steigt nach Süden an. Dort befinden sich nördlich von Schiffmühle mit 90,9 m und nordöstlich von Neutornow mit dem Granitberg von 75,1 m die höchsten Punkte der Insel. Die Oder fließt dagegen fast auf Meeresspiegelniveau.
Der größte Teil der Insel liegt heute auf dem Gebiet der Stadt Bad Freienwalde (Oder) mit den Orten Neuenhagen, Schiffmühle, Bralitz, Hohenwutzen und Altglietzen. Außerdem gehört auch der südlichste, rechts der Alten Oder gelegene Teil der Stadt Oderberg zur Insel.
Die Neuenhagener Insel ist besonders auf den armen Böden im Westen und Süden von Kiefernwald bedeckt, während der zentrale Teil landwirtschaftlich genutzt wird.

## Geologie

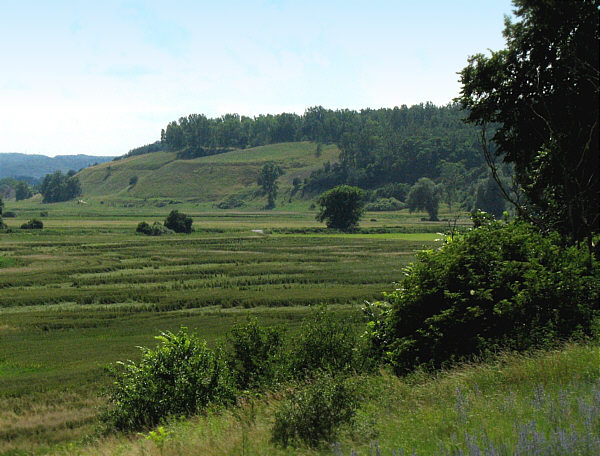
Die Steilhänge im Süden der Neuenhagener Insel

Die Insel Neuenhagen ist das Produkt aller drei bekannten Kaltzeiten des letzten Eiszeitalters. Die ausgedehnten Tonvorkommen sind auf einen Eisstausee am Ende der Saalekaltzeit zurückzuführen. Der bergige Teil im Süden der Insel ist Teil einer Endmoräne, die im Zuge des Pommerschen Eisvorstoßes vor etwa 15.000 Jahren entstand und quer durch Nordostbrandenburg nachweisbar ist.
Die damals auf Grund des Gletschereises in ihrem voreiszeitlichen Lauf blockierte Oder knickte an der Neuenhagener Insel nach Westen ab und floss als Teil des Urstromes durch das Eberswalder Urstromtal in die Elbe. Die durch das strömende Wasser erodierten Hänge sind noch heute gut zu erkennen. Als sich die Oder 2000 Jahre später schließlich nach Norden wenden konnte, wurden die heutigen Sand- und Kieslager im Nordwesten der Insel abgelagert.

## Geschichte
Funde belegen, dass die Gegend um das heutige Oderberg schon in der Mittelsteinzeit (vor 8000 Jahren) besiedelt war. Für die Jungsteinzeit (vor 5500 bis 3700 Jahren) konnten Ackerbau und Viehzucht nachgewiesen werden. Besonders dichte Besiedlung gab es in der Bronze- und vorrömischen Eisenzeit, während in der Völkerwanderungszeit nur eine schwächere germanische, vermutlich burgundische Besiedlung feststellbar war. Die Insel war ab 600 n. Chr. slawisch besiedelt. Im Rahmen der deutschen Ostexpansion entstand um 1200 die askanische Burganlage von Oderberg sowie die Burg Finow. Oderberg soll der Nachfolger des noch älteren slawischen Barsdyn sein. Es ist aber auch möglich, dass mit Barsdyn das in der Nähe liegende Parstein gemeint ist.

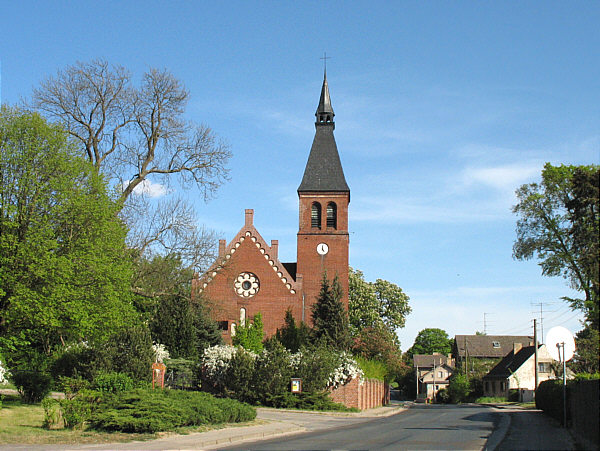
Die 1902 eingeweihte Kirche von Neuenhagen

1337 wird im Landbuch der Neumark ein Nicolaus Witte aus dem Burgmannengeschlecht von Zehden (heute Cedynia) erwähnt, der auf der Neuenhagener Insel die vier slawischen Dörfer Glizen, Gralitzen, Grabow und Botzow (Glietzen, Bralitz, Gabow und Hohenwutzen) und den Fährkrug (nach Oderberg) besitzt. Da die damalige Halbinsel bereits zur Neumark (offiziell „Neumark“ seit 1397) zählte, ist die Bedeutung des Fährübergangs als sehr hoch einzuschätzen. Zum Schutze der hier die Oder kreuzenden Straße ließ Markgraf Ludwig der Römer 1353–1355 gegenüber von Oderberg eine weitere Festung (die heutige Burgruine Bärenkasten) bauen. In der zweiten Hälfte des 13. Jahrhunderts entstand mit Nienhof (Neuenhof, das spätere Neuenhagen) schließlich ein deutscher Herrenhof. Nur wenig später wird auch mit der Schiffmühle zu rechnen sein, die dem späteren Dorf den Namen gab; das Dorf selbst wurde aber erst 1753 erwähnt.
Spätere Besitzer der Dörfer auf der Insel waren die Brederlows und 1350 die von Mörner zu Mohrin, die vermutlich das Lehen für einen noch unmündigen Uchtenhagen verwalteten. Das ehemals aus der Altmark stammende Geschlecht derer von Uchtenhagen hatte vorher schon Besitzungen in Biesenthal, bis es 1480 mit Caspar von Uchtenhagen und seinem Neffen in Neuenhagen nachweisbar wurde. Um 1575 wurde der Neuenhagener Herrensitz zu einem „Festen Haus“, also burgähnlich umgebaut (das Hauptgebäude beherbergt heute einen Kindergarten).
1604 wurde die Herrschaft Neuenhagen für 25.000 Taler an den Kurfürsten verkauft. Neuenhagen wurde kurfürstliches Amt. Im Jahre 1613 schenkte der Kurfürst das Amt mit allen Leibeigenen seiner Gemahlin. Im Dreißigjährigen Krieg verwüsteten die Schweden das Land. Die Bevölkerung wurde 1630/31 durch die Pest und 1639 durch eine große Hungersnot dezimiert. Noch 1659 war die Hälfte aller Fischer- und Bauernwirtschaften unbesetzt oder wüst.

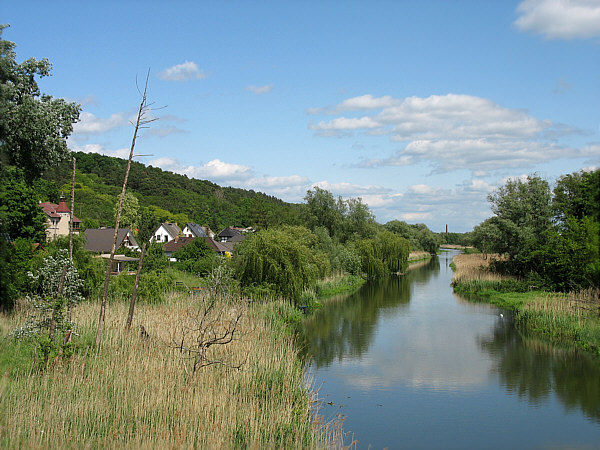
Das Dorf Schiffmühle an der Alten Oder

1747 begann der Bau des neuen Oderkanals am sogenannten Krummen Ort nahe dem späteren Neuglietzen durch die engste Stelle des Neuenhagener Sporns. Oderaufwärts bis Güstebiese und oderabwärts bis Hohensaaten wurde der Fluss begradigt. Die Arbeiten erfolgten parallel zur Trockenlegung des Oderbruchs und bedingten sich gegenseitig. 1753 wurde bei Güstebiese der Fangdamm durchstochen, die Oder strömte in ihr neues Bett, und die Neuenhagener Halbinsel wurde zur Insel. Am Rande des nun nutzbaren Oderbruchs entstanden neue Kolonistendörfer wie Neutornow, Neuglietzen und Altglietzen. Der neue Kanal führte zur Verlegung des Ortes Hohenwutzen. 1755 entstand direkt am Kanal das neue Dorf, in der Nähe Richtung Neuglietzen entstand als Schiffersiedlung 1789 Hohenwutzener Sand; 1945 wurde noch Neuglietzen eingemeindet.
Dem Zweiten Weltkrieg fielen eine Reihe von Häusern und der Kirchturm von Altglietzen zum Opfer.
Infolge der Grenzziehungen nach dem Krieg kam die Insel Neuenhagen, die bis 1945 noch Teil des neumärkischen Kreises Königsberg/Nm. war, an den mittelmärkischen Landkreis Oberbarnim. Mit der DDR-Kreisreform 1952 kam die Insel dann an den neugebildeten Kreis Bad Freienwalde (Oder). Am 5. Dezember 1993 ging der Landkreis Bad Freienwalde (Oder) in dem Großkreis Märkisch-Oderland auf.

## Wirtschaft und Verkehr

### Industrie

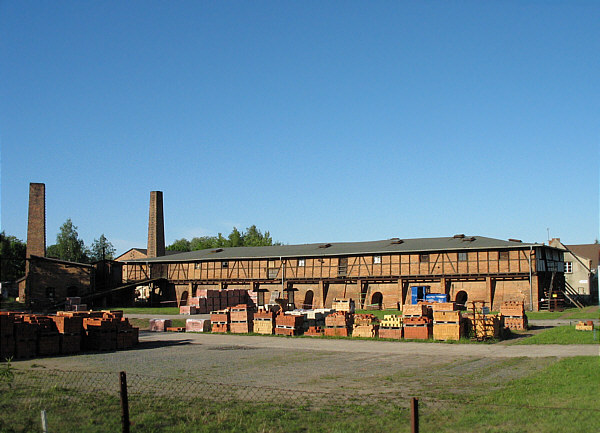
Die Ziegelei in Altglietzen

Die erste Ziegelei auf der Neuenhagener Insel soll bereits zur Zeit der Befreiungskriege (1812–1815) existiert haben. Reiche Vorkommen an Bänderschluff wurden in der zweiten Hälfte des 19. Jahrhunderts entdeckt. Die Ziegelproduktion entstand eher zufällig für den privaten Bedarf und weitete sich dann immer mehr aus. 1881 arbeitete der erste Ringofen auf der Insel. Der größte Ziegeleiunternehmer, Dornbusch aus Bralitz, konnte nach und nach mehrere kleine Ziegeleien aufkaufen. In der Hochphase der Ziegelproduktion gab es 10 Ziegeleien auf der Insel. Wie bei den meisten brandenburgischen Ziegeleien begann kurz vor Ausbruch des Ersten Weltkrieges der Niedergang der Industrie. Bis heute überlebt hat nur die ehemalige Dampfziegelei Hietzig in Altglietzen.
Als Zeugnisse für den damaligen Rohstoffabbau existieren einige frühere Tongruben, wie etwa eine größere Grube mit steil abfallenden Hängen in der Nähe der höchsten Erhebung, dem Granitberg, die die volkstümliche Bezeichnung „Teufelsauge“ trägt.
Zu Beginn der 1950er Jahre wurde im nördlichen Bereich um die Straße Oderberg – Neuenhagen begonnen, großflächig Sand und Kies abzubauen. Zwischen Bralitz und Neuenhagen sowie nördlich der Oder in Hohensaaten entstanden zahlreiche Kiesgruben. Viele Menschen aus den Inseldörfern fanden hier Arbeit und Brot. Nachdem das Neuenhagener Kieslager weitgehend abgebaut war, entstanden zu Beginn der 1970er Jahre unmittelbar am Dorf Bralitz neue Gruben. 1993 wurde die Förderung in Bralitz eingestellt. Restseen wurden teilweise renaturiert, auf einigen Flächen wurden Kieferschonungen angelegt.

### Landwirtschaft
Ein stabileres wirtschaftliches Standbein war die Landwirtschaft. Besondere Bedeutung hatte der Rübenanbau. 1948 gründete sich in Neuenhagen zur Unterstützung der kleinen landwirtschaftlichen Betriebe eine Maschinen-Ausleih-Station (MAS), die sich 1950 in eine Maschinen-Traktoren-Station, 1960 in eine Reparaturtechnische Station (RTS) umwandelte und sich schließlich 1964 zum Kreisbetrieb für Landtechnik (KfL) zusammenschloss. 1955 wurde in Neuenhagen eine Landwirtschaftliche Produktionsgenossenschaft (LPG) gegründet, die sich 1960 mit der von Bralitz zusammenschloss. Nach dem Beitritt der DDR wurde der KfL aufgelöst. Heute befindet sich auf dem Gelände ein Gewerbepark.

### Verkehr
Die ursprüngliche Bedeutung der Neuenhagener Oderinsel lag im relativ einfachen Flussübergang von Oderberg aus, um die neuerworbenen neumärkischen Gebiete zu erreichen. An der unteren Oder gibt es nur ganz wenige Stellen, wo sich zwei hochwassersichere Ufer bis auf weniger als 2 km nahekommen. Die Straße Oderberg-(Alt-)Glietzen-Zehden dürfte damit schon vor 1200 von überregionaler Bedeutung gewesen sein.

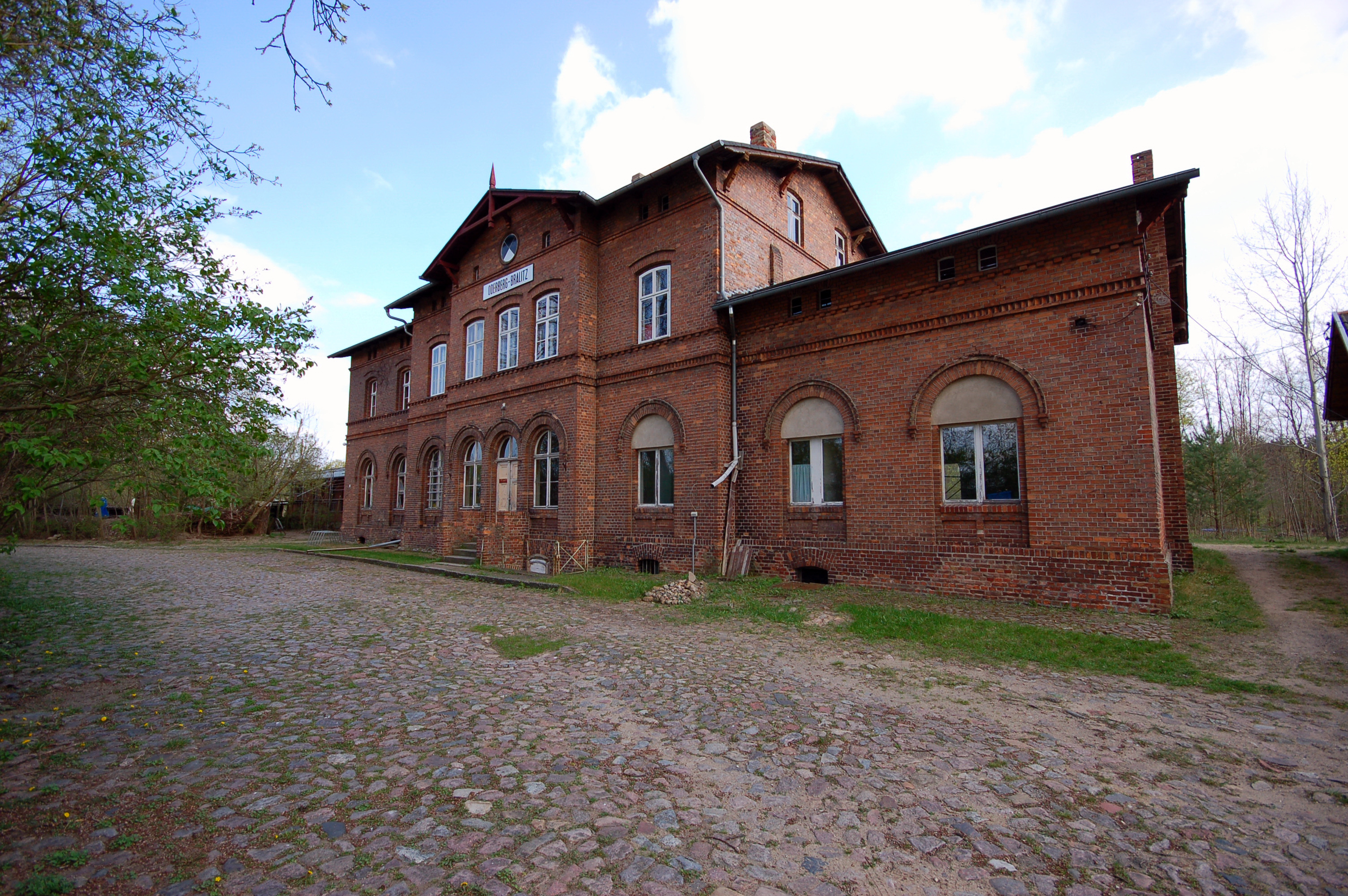
Stillgelegter Bahnhof in Bralitz
(in Privatbesitz)

Die erste Oderbrücke entstand bereits mit Fertigstellung des Kanals in Hohenwutzen. Doch diese und die meisten Folgebauten wurden immer wieder durch Eisgang und Hochwasser zerstört. Bis zum Bau der Saldernbrücke (1903, 1945 zerstört) wurde der Fluss meist mit einer Fähre überquert. Die noch heute benutzte Brücke wurde zwischen 1954 und 1958 erbaut.
Die Neuenhagener Insel war durch die Bahnstrecke Angermünde–Bad Freienwalde an das Eisenbahnnetz angeschlossen. Die Strecke wurde 1997 stillgelegt und 2009 abgebaut. Der Bahnhof Oderberg-Bralitz befindet sich in Privatbesitz.
Als weitere Eisenbahnlinie durchquerte die Kleinbahn Freienwalde–Zehden den Südteil der Insel. Nach der Zerstörung der Eisenbahnbrücke über die Oder 1945 verkehrte die Bahn, zuletzt nur noch im Güterverkehr, bis 1966 zum Endbahnhof Hohenwutzen.

## Ortschaften und Sehenswürdigkeiten

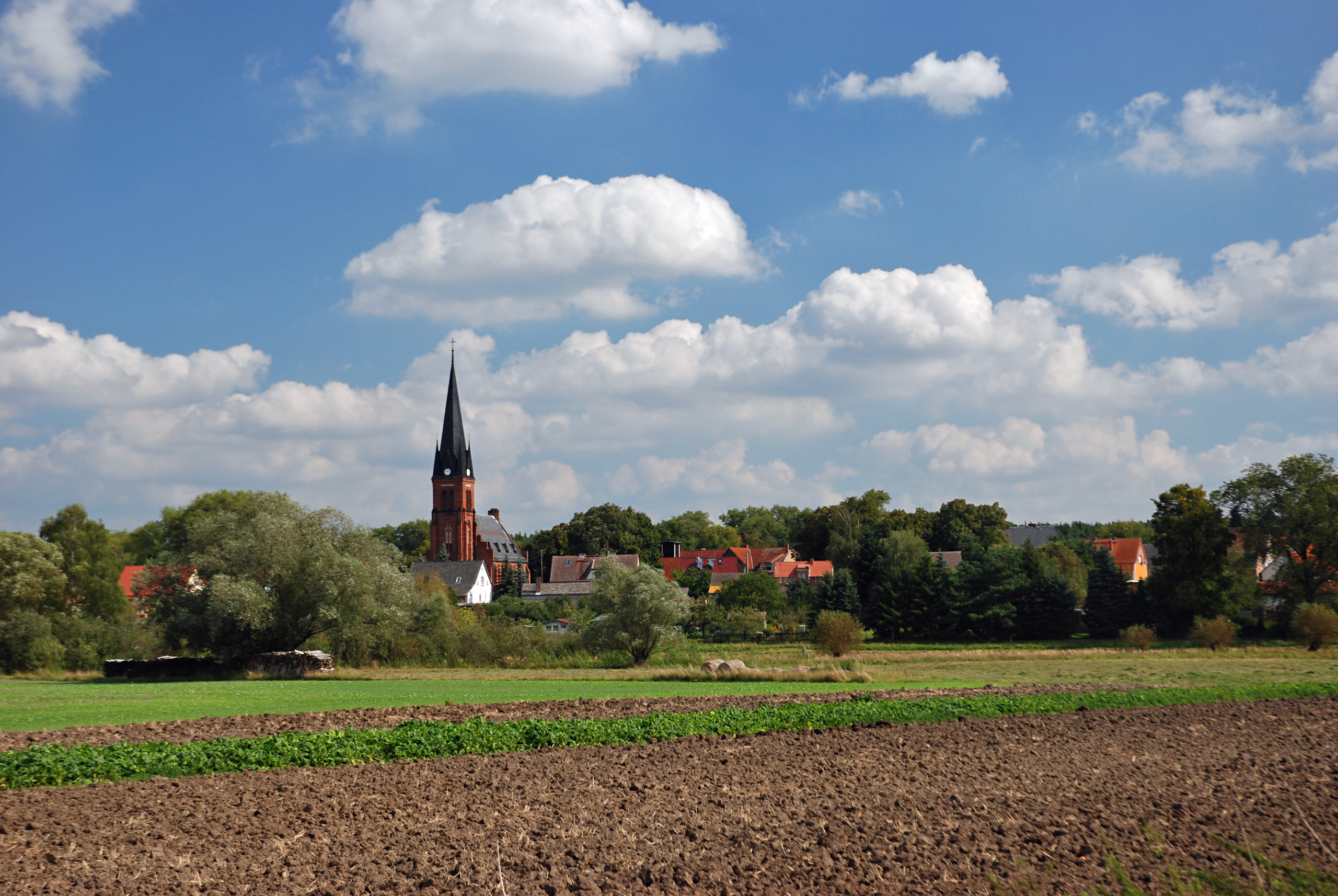
Bralitz, Blick von Westen

Seit der Gebietsreform von 2003 gehören alle Dörfer der Neuenhagener Oderinseln – mit Ausnahme des südlich der Alten Oder gelegenen Teils der Stadt Oderberg – als Ortsteile zur Stadt Bad Freienwalde (Oder):
Altglietzen:
Letzte in Betrieb befindliche Ziegelei der Insel.
Bralitz:
Seit der Stilllegung der Eisenbahn und Einstellung des Kiesabbaus liegt Bralitz sozusagen auf der „Schattenseite“ der Insel. Es ist ein ruhiger Wohnort zwischen Wald und Niederoderbruch und wird vom Durchgangsverkehr weitgehend verschont.
Hohenwutzen:
Die Straßenbrücke über die Oder wurde erst 1993 für den öffentlichen Grenzverkehr freigegeben. Heute herrscht reger Verkehr in Hohenwutzen, denn besonders Anwohner aus dem Berliner Raum nutzen den Grenzübergang, um auf den Märkten in Osinów Dolny (früher Niederwutzen) einzukaufen.
Neuenhagen:
Zentrum der Neuenhagener Insel. Standort von Schule, Kindergarten, Schloss (Herrenhaus) und einer im neuromanischen Stil erbauten Kirche.
Neutornow:
In den Jahren 1755–1760 entstand der Ortsteil Neutornow, gekennzeichnet durch den weithin sichtbaren Schornstein des 1895 in Betrieb genommenen Schöpfwerkes. Auf dem Friedhof neben der Kirche befindet sich das Grab von Louis Henry Fontane, dem Vater von Theodor Fontane. Oberhalb von Neutornow, am sogenannten Holländer, befand sich ein urgeschichtliches Gräberfeld, von dem die bronzezeitlichen Fundstücke im Oderlandmuseum in Freienwalde zu sehen sind.
Schiffmühle:
Am Ortsausgang von Schiffmühle befindet sich das renovierte Wohnhaus von Louis Henry Fontane, der hier seine letzten Lebensjahre verbrachte. Es ist heute Museum.

## Natur und Naturschutz

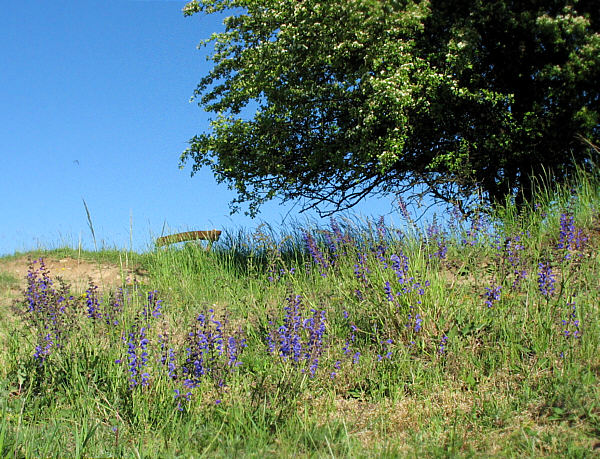
Wiesensalbei auf den trockenen (Süd-)Hängen

Die nach Süden geneigten steilen Hänge der Neuenhagener Insel werden wegen ihrer Kargheit kaum genutzt und sind Standort einer wärmeliebenden Trockenrasenvegetation.
Die Tongruben Neuenhagen sind als Naturschutzgebiet gesichert und die Gabower Hangkante als FFH-Gebiete gemeldet. Ein Großteil der Fläche gehört außerdem zum Vogelschutzgebiet „Schorfheide Chorin“ sowie zum gleichnamigen Biosphärenreservat. Wertvolle Lebensräume, vor allem als Brutgebiet für den Wiedehopf, bilden die Übergänge von Feuchtgebieten der Oderaue zu den Talsandterrassen und Trockenhängen der Oderinsel. Insgesamt sind etwa drei Viertel der Neuenhagener Oderinsel als Besonderes Schutzgebiet (SPA) gemeldet.